# Punky reggae
Punky reggae – określenie stylu muzycznego łączącego melodyjny punk rock z elementami reggae, ska i folku, zainspirowanego przede wszystkim muzyką The Clash. Nazwa pochodzi od piosenki Boba Marleya Punky reggae party. Używa się jej wyłącznie w Polsce (na świecie: reggae punk), gdzie nurt zdobył dużą popularność w latach 90. XX wieku za sprawą zespołów, głównie z Piły, takich jak Alians, Świat Czarownic, Globtroter, a także Fate, Farben Lehre, Zabili Mi Żółwia czy TABU.
Na fali tej w roku 1996 powstał zespół Paprika Korps, obecnie najczęściej koncertujący za granicami Polski zespół rodzimej sceny reggae.